# Rudolstadt
Rudolstadt je město v německé spolkové zemi Durynsko. Bylo založeno v 7. století, za krále Dagoberta, durynským vévodou Radulfem.
K 30. červnu 2019 zde bylo registrováno 25 000 obyvatel. Rudolstadtem protéká řeka Sála, jižně od města se nachází Durynská břidlicová vrchovina. Do roku 1919 bylo hlavním městem knížectví Schwarzburg-Rudolstadt, na kopci nad městem se vypíná knížecí rezidence Heidecksburg. Dalšími atrakcemi jsou vila majitele továrny na dětské kamenné stavebnice Anker, evangelický kostel sv. Ondřeje z 15. století nebo zámek Ludwigsburg.

## Ekonomika
Rudolstadt je střediskem chemického průmyslu (firma BASF), proslulá byla Richterova továrna vyrábějící dřevěné stavebnice, na předměstí Volkstedt funguje od 18. století továrna na porcelán.

## Kultura
Město má bohatou kulturní tradici, která mu vynesla přezdívku „Malý Výmar“; zdejší divadlo bylo založeno roku 1793 a působili v něm Friedrich Schiller a Richard Wagner. Je také sídlem symfonického orchestru Thüringer Symphoniker Saalfeld-Rudolstadt. Každoročně se zde začátkem července koná významný festival world music nazvaný TFF Rudolstadt.

## Sport
Ve městě sídlí fotbalový klub FC Einheit Rudolstadt. Nedaleko města se nachází velký akvapark.

## Zajímavost
Ve zdejších kasárnách byl za války jako zajatec vězněn budoucí francouzský prezident François Mitterrand, po kterém je v Rudolstadtu pojmenována ulice.

## Partnerská města
- Bayreuth, Německo
- Letterkenny, Irsko, hrabství Donegal[3]